# Prirodni rezervat Endla
Prirodni rezervat Endla (est. Endla looduskaitseala) se nalazi u srednjo-istočnoj Estoniji, oko 143 km jugoistočno od glavnog grada Tallinna. Obuhvaća površinu od 10.110 hektara u granicama triju estonskih okruga Jõgevamaa, Järvamaa i Lääne-Virumaa.
Prirodni rezervat obuhvaća osam tresetišta i močvara, te rijeke, potoci, šest jezera (najveće je jezero Endla) i preko 30 izvora, osobito u zapadnim područjima rezervata. Rezervat je stanište 461 biljnih vrsta, kao i 182 vrsta ptica. 
Upravljački i informacijski centar rezervata je smješten u selu Tooma. Turističke informacije o ovom i mnogim drugim mjestima, te karte i informacije na engleskom, njemačkom, finskom i ruskom jeziku su na raspolaganju turistima. Od 1997. godine ovo područje je na Ramsarskom popisu.

## Vanjske poveznice
- Službene stranice Prirodni rezervat Endla

|  | Zajednički poslužitelj ima još gradiva o temi Prirodni rezervat Endla |